# 한국항공대학교 항공우주박물관
한국항공대학교 항공우주박물관(韓國航空大學校 航空宇宙博物館)은 고양시 덕양구에 위치하여 한국항공대학교에서 운영하는 항공 관련 박물관이다. 2004년 8월 6일에 개관하여 현재까지 운영중이다.

## 연혁
2003년 10월에 항공우주박물관 준비위원회를 발족하여 2004년 6월 15일 건립되고 2005년 8월 6일 개관하였다. 그리고 2005년 10월에 한국대학박물관협회에 가입하였다.

## 시설
한국항공대학교 항공우주박물관은 박물관 건물(항공우주센터)과 옥외 전시장으로 구성되어 있다. 관내에는 항공역사존, 항공대존, 가상체험관, 체험존, 멀티미디어관, 미래우주존으로 나누어 구성되어 있으며 옥외 전시장에는 세스나 T-37, FA-200, L-16 등과 같은 항공기들이 전시되어 있다.
대한항공 도장이 적용된 에어버스 A300-600R(HL7240) 기체가 대학본관과 학생회관 사이에 전시되어 있다. 사전 예약 후 해설사와 함께 기내 관람이 가능하다.

## 같이 보기
- 한국항공대학교
- 한국대학박물관협회